# Aspidium tanacetifolium
Aspidium tanacetifolium là một loài dương xỉ trong họ Tectariaceae. Loài này được Rupr. mô tả khoa học đầu tiên năm 1845.
Danh pháp khoa học của loài này chưa được làm sáng tỏ. 